# Securicula gora
Securicula gora és una espècie de peix cipriniforme de la família dels ciprínids.

## Morfologia
- Els mascles poden assolir 24,5 cm de longitud total.[2][3]

## Alimentació
Menja crustacis i insectes i llurs larves.

## Hàbitat
És un peix d'aigua dolça i de clima tropical.

## Distribució geogràfica
Es troba a Àsia: el Pakistan, l'Índia, Bangladesh i, probablement també, el Nepal.